# Тригліцериди

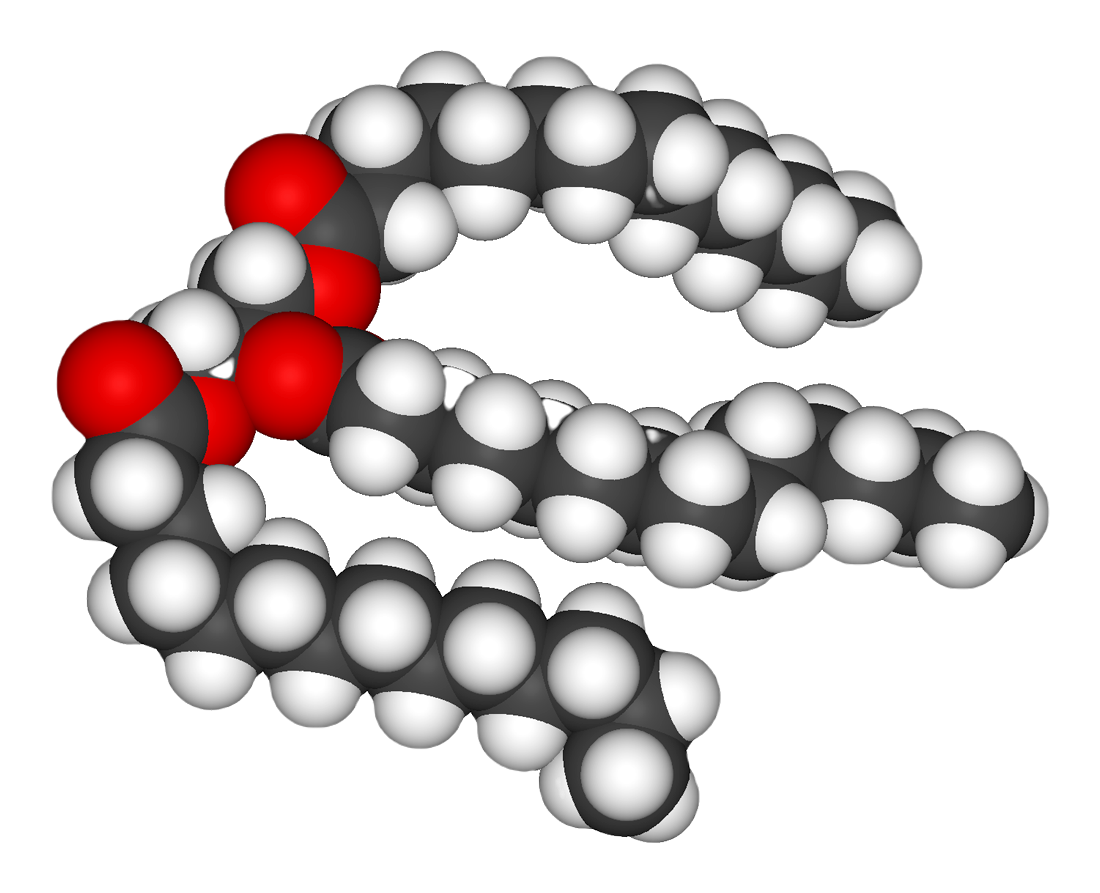
Кулькова модель тригліцеридів. Червоним кольором виділено кисень, чорним — вуглець, білим — водень

Тригліцериди — органічні речовини, продукти естерифікації карбонових кислот і трьохатомного спирту гліцерину.
В живих організмах виконують перш за все структурну та енергетичну функції: вони є основним компонентом клітинної мембрани, а в жирових клітинах зберігається енергетичний запас організму.
Поряд з вуглеводами і білками, жири — один з головних компонентів харчування. Рідкі жири рослинного походження зазвичай називають оліями.